# Wichteln

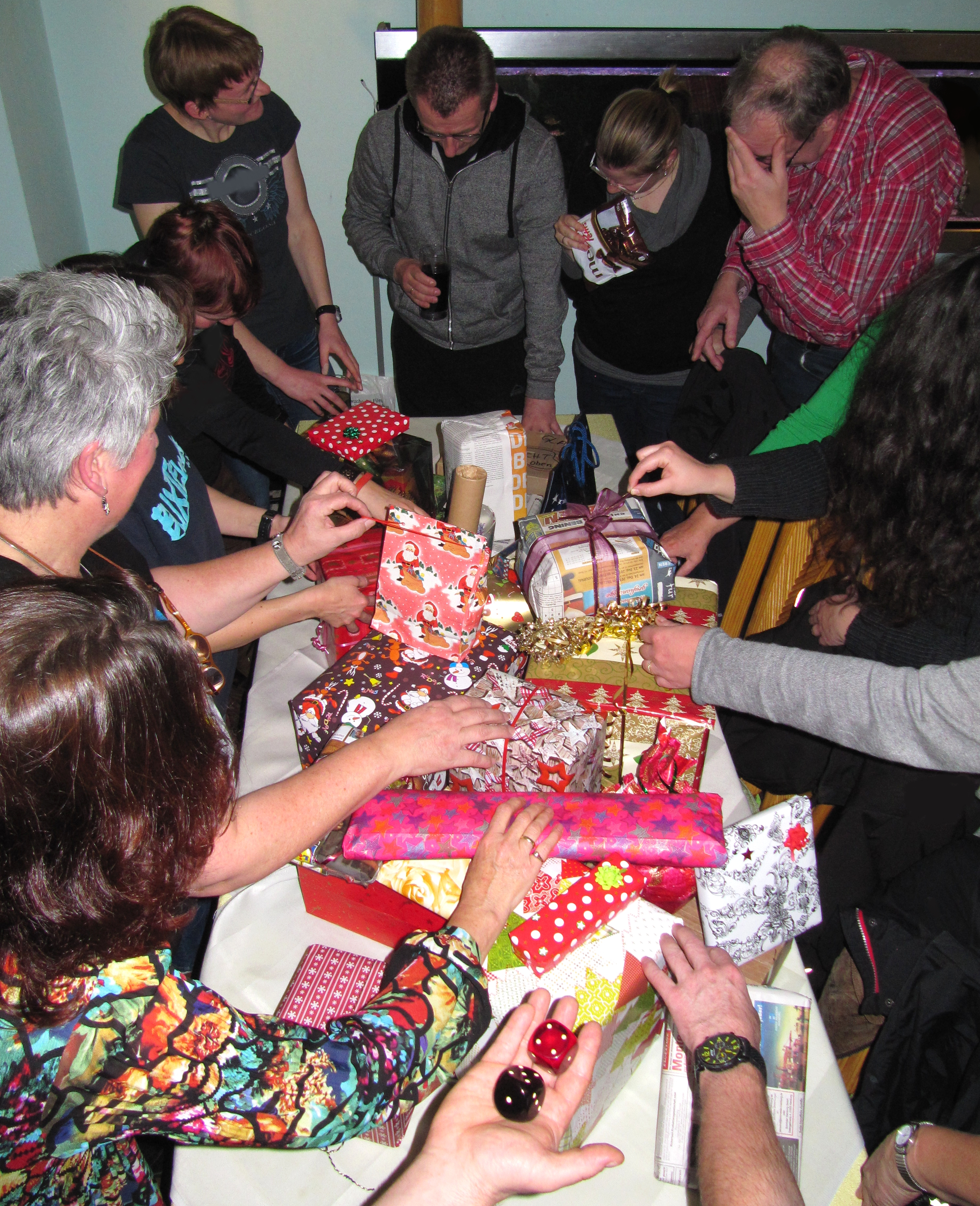
Schrottwichteln: Jeder erhält eines der anonymen Pakete, danach wird ausgepackt, präsentiert, gewürfelt und getauscht

Wichteln (anhörenⓘ) (in Norddeutschland und Skandinavien auch Julklapp (anhörenⓘ – reguläres Schwedisch für Weihnachtsgeschenk), sowie in Österreich regional auch Engerl und Bengerl (anhörenⓘ) genannt), ist ein meist vorweihnachtlicher Brauch, der unter Arbeitskollegen, in Vereinen, in Schulklassen, von Jugendgruppen und virtuell in verschiedenen Online-Communitys gepflegt wird. Dabei wird durch zufällige Auswahl für jedes Gruppenmitglied ein anderes Gruppenmitglied bestimmt, von dem es dann beschenkt wird.
Der ursprüngliche, heute aber in der Form nur noch selten praktizierte Brauch sah vor, dass das Geschenk den Beschenkten bis zu einem verabredeten Termin (oft innerhalb der Adventszeit) heimlich zugesteckt wird. Daher stammt der Bezug zum Wichtel, einer nordischen Sagengestalt, die heimlich Gutes tut. Heutzutage werden die Geschenke meistens bei einer Feierlichkeit anonym ausgetauscht. Die Art der Geschenke wird vorher grob festgelegt. In der Regel steht die Originalität des Geschenkes im Vordergrund und nicht der materielle Wert. Ein wesentlicher Vorteil des Wichtelns ist, dass durch die zufällige Zuordnung von Schenkendem und Beschenktem alle Gruppenmitglieder gleichgestellt werden (jeder muss ein Geschenk machen und erhält selbst ein Geschenk) und gegebenenfalls bestehende Cliquen keine Rolle spielen. Ein Nachteil ist, dass man nicht unbedingt ein Wunschgeschenk oder einen Gegenstand gleichen Werts erhält.

## Ablauf
Das Wichteln kennt keine einheitlichen Spielregeln. Der Brauch hat sich im Laufe der Zeit – je nach Region, Gesellschaft oder Gruppe – unterschiedlich entwickelt. Die Zuordnung wird allerdings immer ausgelost, wobei der Fall ausgeschlossen bzw. geregelt sein muss, dass ein Mitglied sich selbst zieht.
Die Auslosung kann auf herkömmlichem Wege durchgeführt werden, indem man alle Namen auf Zettel schreibt, die Zettel vermischt und dann jeder Teilnehmer einen Zettel zieht. Sollte man sich zufällig doch selbst gezogen haben, meldet man dies und der Zettel wird, nach der Ziehung eines Ersatzloses, in den Lostopf zurückgegeben. Oder die Auslosung kann über das Internet mithilfe von Programmen oder Onlinediensten durchgeführt werden: Per Zufallszahlengenerator wird jedem Teilnehmer ein Name per E-Mail zugeschickt, den er anschließend beschenken muss.
Zum Teil werden die Geschenke persönlich übergeben; das ist aber nur noch selten der Fall. In der Regel erfährt der Beschenkte nicht, von wem sein Geschenk stammt, beispielsweise indem alle Geschenke mehrfach verpackt wurden (drei bis vier Mal), wobei auf jeder Verpackungsschicht ein anderer Name steht. Dazu wird entweder reguläres Geschenkpapier verwendet, besonders auffälliges oder schrilles Geschenkpapier, Packpapier oder Zeitungspapier. Um das Ganze interessanter zu machen, kann man auch kleine Gedichte oder Rätsel verfassen, die auf den zu Beschenkenden zugeschnitten sind. Nach dem lauten Vorlesen wird dann gemeinsam überlegt, zu wem der Text passt, und das Geschenk der Person übergeben. Das Erraten des zu Beschenkenden ist bei dieser Vorgehensweise Teil des Wichtelns.

## Mottowichteln
Beim Mottowichteln wird neben dem ungefähren Wert auch die generelle Art der Geschenke zuvor bestimmt.
Beim Grünwichteln einigt man sich zuvor darauf, beispielsweise nur Kakteen oder Topfpflanzen zu verwichteln, aber eben nicht, welche. Bei dieser Variante des Mottowichtelns hält man sich an die grundsätzliche Vorgabe, eine Pflanze zu geben und zu erhalten, wobei es wie bei anderen Wichtel-Arten zu Überraschungen bei der Größe, der Form oder ggf. den Blüten kommen kann. 
Beim Buchstabenwichteln wird ein bestimmter Buchstabe festgelegt, an dem sich die Auswahl der Geschenke orientieren muss. Der Buchstabe kann entweder der Anfangsbuchstabe des Namens des Beschenkten sein oder zufällig beziehungsweise durch Abstimmung bestimmt werden. Beispielsweise könnte der Buchstabe „B“ zu Geschenken wie Büchern, Blumen oder einer Backform führen.
Zum Tausch von Geocoins gibt es innerhalb der Geocaching-Community spezielle Events, die Geocoin-Wichteln genannt werden und meistens zwischen Weihnachten und Neujahr stattfinden. Dabei wird zuvor definiert, welche Arten von Geocoins verwichtelt werden dürfen (Mindestdurchmesser und -gewicht). Bei so einem Event wird die verpackte Geocoin beim Eintreffen mit einer Nummer versehen und auf einen Haufen gelegt. Durch Losentscheid erhält man im Verlauf der Veranstaltung, bei der man gemeinsam isst oder die Showeinlagen mit Bezug zum Geocaching beinhalten können, eine andere Geocoin. Alle Teilnehmer eines solchen Events bleiben als Geschenkgeber anonym.

## Schrottwichteln

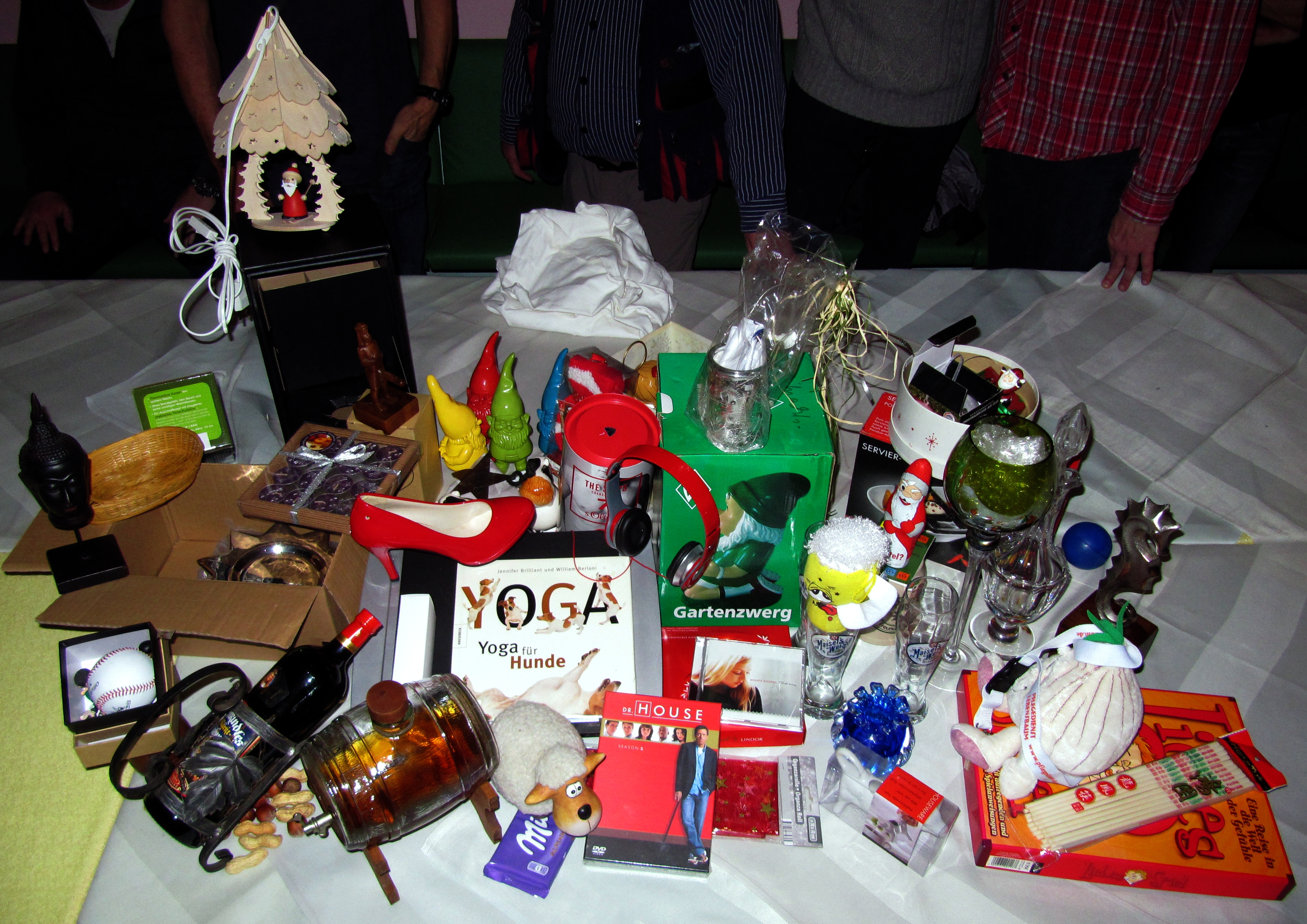
Bei einer Schrottwichtel-Veranstaltung verwendete Gegenstände (2016)

Beim Schrottwichteln (regional auch Fieswichteln, Gammelwichteln, Grabbelsack, Greuelklapp, Hausgreuel, Horrorwichteln, Ramschwichteln oder Schrottklapp genannt) wählt jeder Schenkende einen besonders ungeliebten, geschmack- oder nutzlosen Gegenstand als Geschenk aus. Es wird allerdings zuvor verabredet, dass es sich bei den Gegenständen nicht um Abfall, sondern um alte, kuriose oder ungeliebte Gegenstände im gebrauchsfähigen Zustand handeln soll. Dabei soll der Schenkende Humor und Originalität unter Beweis stellen. Die Teilnehmer werden nicht vorher einander zugeordnet, sondern die vorbereiteten Geschenke werden bei dieser Variante zufällig verteilt. Auch bei dieser Form des Wichtelns, die aufgrund des Spaßfaktors gern bei Weihnachtsfeiern durchgeführt wird, gibt es keine einheitlichen Regeln.
Ein denkbarer Ablauf wäre, dass jeder Teilnehmer ein Wichtelgeschenk in Geschenk- oder Zeitungspapier verpackt mitbringt und alle Geschenke zunächst auf dem Spieltisch abgelegt werden, bis alle Teilnehmer eingetroffen sind. Dann wird zu Beginn reihum gewürfelt. Bei einer Eins darf man sich ein Paket nehmen. Dies wird so lange wiederholt, bis alle Teilnehmer ein Paket haben bzw. das letzte zugeteilt wurde. Dann wird zeitgleich gemeinsam ausgepackt und die jeweiligen Gegenstände kurz vorgestellt. Danach wird innerhalb eines definierten Zeitintervalls von beispielsweise zehn Minuten erneut gewürfelt. Bei festgelegten Zahlen (beispielsweise einer Eins und einer Sechs) muss man sein aktuelles Geschenk mit dem Geschenk eines anderen tauschen; bei einer Drei werden alle Geschenke an den jeweils rechten Nachbarn weitergegeben. Die zuvor festgelegte Zeit sorgt dafür, dass am Ende alle Teilnehmer ein zufälliges Geschenk haben.

## Flashmob-Wichteln
Bei dieser Variante wird zuvor in sozialen Netzwerken der Treffpunkt, die Uhrzeit, die Art der Geschenke und die Wertigkeit festgelegt. Wie bei einem Flashmob werden auf ein Zeichen alle Geschenke am vereinbarten Ort abgelegt. Mit einem weiteren Zeichen beginnt das Päckchenschnappen. Ziel dieser Variante ist es, ein spontanes Zusammengehörigkeitsgefühl zu erreichen.

## Wichtelchallenge
Die Wichtelchallenge ist eine wohltätige Form des Wichtelns, bei der Wünsche von bedürftigen Menschen gesammelt und über eine Online-Plattform zur Verfügung gestellt werden. Eine Wichtelchallenge wird in einer definierten Region (z. B. Stadt Wien) durchgeführt und lädt jeden ein, mitzuwichteln und alle Wünsche der Online-Liste gemeinsam zu erfüllen. Das System basiert auf einem Matching-Prinzip von Wünschen, die über anerkannte Sozialeinrichtungen eingemeldet werden, und Wichteln, die bereit sind diesen Wunsch zu erfüllen. Diese Form des Wichtelns hat erstmals im Jahr 2017 durch das Projekt „Wiener Wichtel Challenge“ in der Stadt Wien stattgefunden und wächst seither ständig. 2019 sollten Wichtelchallenges im gesamten deutschen Sprachraum (Deutschland, Österreich, Schweiz) stattfinden.

## Weltweite Verbreitung
Das Prinzip des Wichtelns ist in vielen Ländern mit Weihnachtsbräuchen in den oben beschriebenen Formen oder Abwandlungen davon bekannt: In Österreich wird es oft als Engerl-Bengerl bezeichnet, im anglophonen Raum heißt es Secret Santa (anhörenⓘ), in Australien und Kanada alternativ auch Kris Kringle, im südöstlichen Teil Pennsylvanias und in Baltimore verwendet man den regionalen Begriff Pollyanna (anhörenⓘ), auf der irischen Insel Kris Kindle, Christkindl oder Kris Kringel, auf den Philippinen Monito-monita, in der Dominikanischen Republik Angelito und in Spanien und Lateinamerika amigo secreto oder amigo invisible. In Russland kennt man den Brauch als Тайный Санта (anhörenⓘ).

## Trivia
- Verschiedene Online-Communitys und Plattformen sozialer Medien kennen virtuelles Wichteln; Beispiele dafür sind drawnames.com, elfster.com (secret santa generator), das Geschenkroulette auf spin.de und wichtelmania.com.
- Die Wahrscheinlichkeit, dass beim Wichteln mit mehr als 4 Personen mindestens eine Person das eigene Geschenk erhält, liegt bei 63 %. Mathematisch bezeichnet man den Fall, dass niemand sein eigenes Geschenk erhält, als fixpunktfreie Permutation.[8]